# 백설희
백설희(白雪姬, 본명:  김희숙(金姬淑), 1927년 1월 29일 ~ 2010년 5월 5일)는 대한민국의 가수 겸 영화배우이다. 서울 출생이다.

## 생애
1943년에 조선악극단 단원으로 연극배우 겸 가수 데뷔하였다. 한때 기타리스트 겸 작곡가 박시춘이 영화감독을 맡고 음악을 담당한 영화에 출연하여 영화배우로 잠시 활동하기도 하였다.
1950년대 ~ 1960년대에 《샌프란시스코》, 《봄날은 간다》를 발표해서 불러 유명해졌다. 이 공로로 1996년에 KBS 가요대상 공로상을 수상하였으며, 2010년에는 대한민국 연예예술상 특별 공로상을 수상했다.
고혈압으로 인한 합병증으로 2010년 5월 5일 사망하였다.

## 학력
- 경성 기예여자고등보통학교 중퇴

## 가족 관계
- 남편: 황해(본명 전홍구)
- 아들: 전영록, 전진영
- 손녀: 전보람, 전우람(디유닛)
- 손자: 전유빈

## 대표 작품
- 《봄날은 간다》
- 《아메리카 차이나 타운》
- 《물새우는 강언덕》
- 《샌프란시스코》
- 《가는 봄 오는 봄》
- 《물새 우는 강 언덕》
- 《칼멘 야곡》
- 《하늘의 황금마차》